# Комитет народного контроля
Комитет народного контроля — один из органов системы государственного контроля в СССР. Выполнял функции контроля за выполнением государственных планов, нарушением дисциплины, выявлением хозяйственных резервов, расходованием ресурсов.

## История
В декабре 1965 года Верховный Совет СССР принял решение о преобразовании органов партийно-государственного контроля в органы народного контроля. Деятельность системы органов народного контроля была определена законом «Об органах народного контроля в СССР» от 9 декабря 1965 года, Положением об органах народного контроля в СССР, а также законами союзных и автономных республик.
В новой Конституции СССР 7 октября 1977 года предусматривалось усиление народного контроля. На второй сессии Верховного Совета СССР десятого созыва 30 ноября 1979 года был принят Закон СССР «О народном контроле в СССР». Закон устанавливал, что органы народного контроля образовываются по территориальному и производственному признакам. Сфера деятельности органов распространялась на все отрасли управления.
На пятой сессии Верховного Совета СССР 16 мая 1991 года был принят закон о Контрольной палате СССР, которая получала право контроля за использованием государственного бюджета. В декабре 1991 года данное ведомство было упразднено, однако в январе 1995 года была создана Счётная палата Российской Федерации с примерно аналогичными функциями.

## Структура
- Комитет народного контроля СССР
- Комитеты народного контроля союзных республик,
- Комитеты народного контроля автономных республик, краев, областей, автономных областей, округов, городских и районных комитетов народного контроля, а также
- Группы народного контроля при сельских и поселковых Советах депутатов трудящихся,
- Комитеты, группы и посты народного контроля на предприятиях, в колхозах, учреждениях, организациях и воинских частях.

Состав Комитета утверждался Советом Министров СССР. Председатель Комитета назначался Верховным Советом СССР и являлся членом правительства СССР.

## Организация работы
Органам народного контроля предоставлялись широкие права. Комитет народного контроля СССР мог вносить в Совет Министров СССР предложения по вопросам общегосударственного значения, представлять доклады о состоянии дел в отраслях экономики, об организации работы в министерствах и ведомствах.

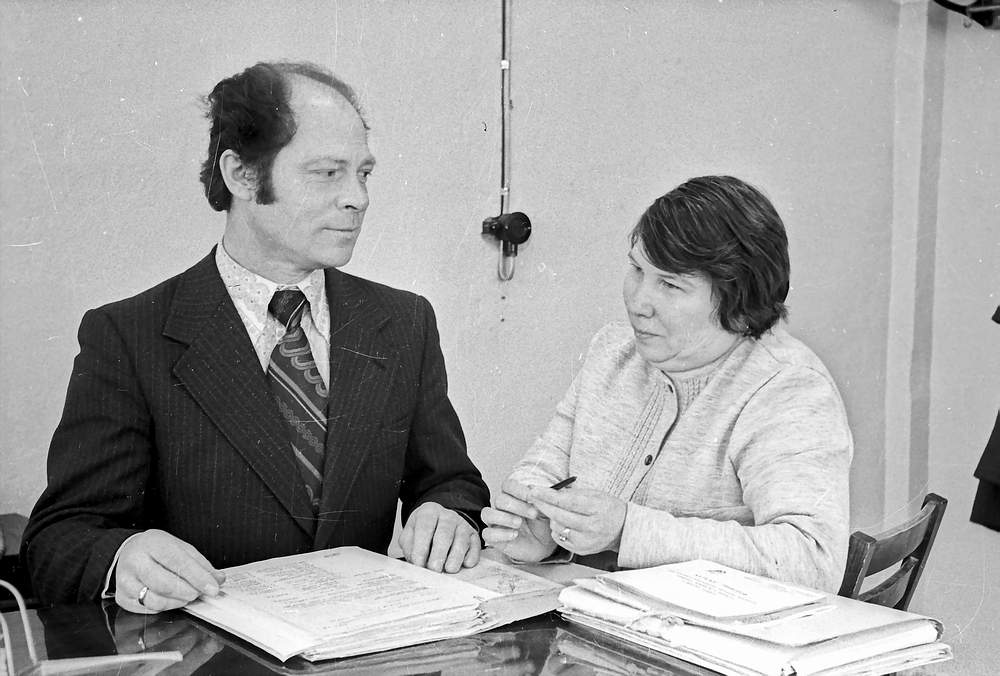
Члены группы народного контроля обсуждают вопросы предстоящего рейда, 1980 год

Комитеты народного контроля издавали правовые акты — постановления, имевшие обязательную юридическую силу. Руководители предприятий и ведомств должны были устранять вскрываемые недостатки, нарушения и о результатах сообщать комитетам народного контроля. Прочим организациям и должностным лицам вменялось в обязанность оказывать содействие органам народного контроля.
Комитеты народного контроля имели право давать указания об устранении недостатков, заслушивать доклады и объяснения, запрашивать необходимые материалы, назначать и проводить ревизии и экспертизы, приостанавливать распоряжения и действия должностных лиц, отстранять должностных лиц от занимаемых постов за срыв выполнения решений, направлять материалы о злоупотреблениях в органы прокуратуры, налагать на виновных взыскания, объявлять выговор.
Кроме того, комитеты народного контроля могли налагать штрафы (денежные начёты) на лиц, которые причинили материальный ущерб государству. Денежные начёты налагались в соответствии с утверждёнными Советом Министров СССР от 4 августа 1969 года правилами.

## Руководители
- 1965 — 1971 гг. Павел Васильевич Кованов